# Hymn Wysp Alandzkich
Ålänningens sång (fiń. Ahvenanmaalaisten laulu, pol. Pieśń o Alandczykach) jest hymnem Wysp Alandzkich od 1922 roku. Słowa napisał John Grandell, a muzykę skomponował Johan Fridolf Hagfors.

## Tekst
| Ålänningens sång (wersja oryginalna- szwedzka) | Pieśń o Alandczykach | Pieśń o Alandczykach |
| --- | --- | -------------------- |
| Landet med tusende öar och skär, Danat ur havsvågors sköte. Åland, vårt Åland, vår hembygd det är. Dig går vår längtan till möte! Forngravars kummel i hängbjörkars skygd Tälja din tusenårs saga. Aldrig förgäta vi fädernas bygd, Vart vi i fjärrled än draga, Vart vi i fjärrled än draga. Skönt är vårt Åland när fjärdar och sund, Blåna i vårljusa dagar, Ljuvt är att vandra i skog och i lund, I strändernas blommande hagar. Midsommarstången mot aftonröd sky, Reses av villiga händer, Ytterst i utskärens fiskareby, Ungdomen vårdkasar tänder, Ungdomen vårdkasar tänder. Skönt är vårt Åland när vågsvallet yr, Högt mot de mäktiga stupen, När under stjärnhimlen kyrkfolket styr, Över de islagda djupen. Ryter än stormen i stugornas ro, Spinnrocken sjunger sin visa, Minnet av barndomens hägnande bo, Sönerna lyckligast prisa, Sönerna lyckligast prisa. Aldrig har åländska kvinnor och män, Svikit sin stam och dess ära; Ofärd oss hotat, men segervisst än, Frihetens arvsrätt vi bära. Högt skall det klinga, vårt svenska språk, Tala med manande stämma, Lysa vår väg som en flammande båk, Visa var vi äro hemma, Visa var vi äro hemma. | Kraina tysiąca wysp oraz szkierów, Z głębi fal na świat przyniesiona, Alandia, Alandia, domem jest naszym, Na spotkanie z nią czekamy, Pradawne groby pod brzozami skryte Tysiącletnie dzieje nasze sławią, Ziemi ojców naszych nigdy nie zapomnimy, Gdziekolwiek się znajdziemy, Gdziekolwiek się znajdziemy. Przecudna Alandia, gdzie wiosną jaśnieją, Cieśniny i zatoki błękitem zachodzące, Rozkosz lasy i bory przemierzać, Wraz z polami kwiecistymi naszych brzegów, Majowe drzewko w wieczornej nieba łunie, Wzniesione siłą chętnych rąk, W najdalszych wioskach rybackich na szkierach, Latarni światła jarzone przez młodych, Latarni światła jarzone przez młodych. Przecudna Alandia, gdy z fal rodem piana, Kłębi się w starciu z urwiskiem potężnym, Gdy ludzie pobożni kierują się od gwiazd tylko niżej, Nad lodem skutą morza otchłanią, I nawet gdy burze i sztormy skowyczą, w domowych zaciszach, Rozbrzmiewa pieśń o kołowrotku, Co wspomnienie stanowi dzieciństwa szczęśliwego, Przez synów radośnie sławionego, Przez synów radośnie sławionego. Nigdy mężczyźni ani kobiety z Alandii Nie zawiedli swego ludu ani honoru, Mimo gróźb walk i wojen, ze zwycięstwem na ustach, Niesiemy dziedzictwo pokoju, Niech głośno zabrzmi mowa nasza szwedzka, Głoszona wątpliwości pozbawionymi głosy, Niech nam drogę oświetla jako morskie płomienie, Wskazując nam nasze miejsce, Wskazując nam nasze miejsce. |                      |